# Гнанапрагасам, Виктор
Виктор Гнанапрагасам (англ. Victor Gnanapragasam OMI; 21 ноября 1940, Джафна, Цейлон, Британская Индия — 12 декабря 2020, Пакистан) — католический прелат, епископ, ординарий апостольского викариата Кветты.

## Биография
Виктор Гнанапрагасам родился 21 ноября 1940 года в городе Джафна в тамильской семье. После получения среднего образования поступил в монашескую конгрегацию облатов Непорочной Марии. С 1960 по 1966 обучался в семинарии в городе Канди, Шри-Ланка.
21 декабря 1966 года после принятия вечных монашеских обетов был рукоположён в священника, после чего работал в различных приходах Пакистана. С 1989 по 1992 год обучался в Риме в Папском университете святого Фомы Аквинского. После возвращения в Пакистан работал в различных католических приходах, одновременно исполняя должность ответственного за духовное формирование монахов. С 1997 по 2001 год первым советником пакистанских облатов Непорочной Марии.
9 ноября 2001 года Святой Престол назначил Виктора Гнанапрагасама префектом апостольской префектуры Кветты.
29 апреля 2010 года апостольская префектура Кветты была преобразована в апостольский викариат и Виктор Гнанапрагасам был назначен титулярным епископом Тимиды. 16 июля 2010 года Виктор Гнанапрагасам был рукоположён в епископа.